# Ludovico Quaroni
Ludovico Quaroni (n. 28 martie 1911, Roma, Regatul Italiei – d. 22 iulie 1987, Roma, Italia) a fost un arhitect italian.